# Hugh O'Neill
Hugh O'Neill, 2. hrabě z Tyrone zvaný též Velký hrabě (irsky: Aodh Mór Ó Néill; asi 1550 – 20. července 1616 Řím) byl irský gaelský šlechtic a pán Ulsteru. Proslul zejména tím, že vedl koalici irských klanů během povstání z roku 1598, které je někdy nazýváno Tyroneho povstání nebo také devítiletá válka. Povstání představovalo největší ohrožení nadvlády Angličanů (Tudorovců) v Irsku od povstání v roce 1534. Avšak ztroskotalo a dobytí Ulsteru bylo posledním a rozhodujícím krokem v podrobení Irska Angličany.

## Život
Narodil se do mocného klanu O'Neillů v Ulsteru. Po zavraždění svého otce Matthewa v roce 1558 byl vychováván anglickou korunou v hrabství Dublin. Díky tomu získal dobré znalosti anglické kultury a byl také dlouho favoritem Angličanů, kteří si slibovali, že po dosazení do čela rodu O'Neillů Hugh odvrhne tradiční gaelské klanové insignie a nechá si ulsterské panství formálně udělit anglickým trůnem (šlo o starou anglickou právní strategii zvanou surrender and regrant, která měla legitimizovat anglické panství v Irsku). Věci se také dlouho vyvíjely podle anglických představ. V roce 1568 převzal Hugh titul hraběte z Tyrone. Spoluprací s vládou královny Alžběty I. si vytvořil mohutnou mocenskou základnu a v roce 1593 nahradil Turlougha Luineacha O’Neilla jako náčelníka klanu O’Neillů. Brzy se však vztahy s anglickou korunou zhoršily, po potyčkách mezi Tyronovými silami a Angličany v roce 1595. Následovaly tři roky mírových jednání mezi oběma stranami.
V roce 1598 O'Neill obnovil boje proti Angličanům. 14. srpna je porazil v bitvě u Žlutého brodu (Yellow Ford) na řece Blackwater a šlo o největší porážku, jakou kdy Angličané v Irsku utrpěli. Zpráva o ní se rozletěla po celé zemi a vyvolala celoirské katolické povstání, jehož symbolem se stal červená ruka, rodový znak klanu O'Neillů. Povstání nezůstalo zcela izolované, podpořil ho nejen papež Klement VIII., ale i katolická velmoc Španělsko, které poslalo na pomoc Irům roku 1601 čtyři tisíce svých vojáků, kteří se vylodili v Kinsale. Angličanům se však podařilo Kinsale obklíčit a v prosinci 1601 O'Neill a Španělé bitvu o Kinsale prohráli. Definitivně O'Neill ovšem kapituloval až 30. března 1603, poté co na trůn nastoupil anglický král Jakub I., od nějž O'Neill očekával větší velkorysost než od Alžběty I., která ho měla za zrádce. V tom se zcela nepřepočítal, Jakub O'Neillovi dovolil ponechat si většinu území Ulsteru. Ale faktické podrobení se nakonec pro O'Neilla stalo nesnesitelným a v září 1607 se s několika dalšími irskými náčelníky a šlechtici tajně nalodil na loď, která ho měla odvézt do exilu ve Španělsku. Tam ovšem O'Neill a jeho druzi nedopluli, na moři ztratili orientaci a s obtížemi přistáli aspoň v Normandii. Odtud se vydali na cestu do Říma, kde je přijal a ocenil papež Pavel V.
V Římě O'Neill už dožil. Jeho ulsterské panství bylo zkonfiskováno Angličany a poangličtěno, byť jeho gaelský charakter mizel postupně.